# Cyathula
Cyathula é um género botânico pertencente à família Amaranthaceae.

## Espécies
- Cyathula achyranthoides
  - Cyathula achyranthoides var. densiflora
  - Cyathula achyranthoides var. glabrescens
- Cyathula albida
- Cyathula alternifolia
- Cyathula angustifolia
- Cyathula angustifolia
- Cyathula biflora
- Cyathula braunii
- Cyathula capitata
- Cyathula capitata
- Cyathula ceylanica
- Cyathula cordifolia
- Cyathula coriacea
- Cyathula crispa
- Cyathula cylindrica
- Cyathula cylindrica var. mannii
- Cyathula deserti
- Cyathula distorta
- Cyathula divulsa
- Cyathula echinulata
- Cyathula erinacea
- Cyathula fernando-poensis
- Cyathula geminata
- Cyathula geniculata
- Cyathula globosa
- Cyathula globulifera
- Cyathula globulifera var. abyssinica
- Cyathula hereroensis
- Cyathula humbertiana
- Cyathula kilimandscharica
- Cyathula lanceolata
  - Cyathula lanceolata var. lanceolata
  - Cyathula lanceolata var. scabrida
- Cyathula lancifolia
- Cyathula lancifolia var. stenophylla
- Cyathula madagascaricuais
- Cyathula madagascariensis
- Cyathula mannii
- Cyathula merkeri
- Cyathula mollis
- Cyathula natalensis
- Cyathula obtusifolia
- Cyathula officinalis
- Cyathula orthacantha
- Cyathula orthacanthoides
- Cyathula paniculata
- Cyathula pedicellata
- Cyathula perrieriana
- Cyathula pobeguinii
- Cyathula polycephala
- Cyathula prostrata
  - Cyathula prostrata var. achyranthoides
  - Cyathula prostrata var. debilis
  - Cyathula prostrata var. lancifolia
  - Cyathula prostrata fo. pedicellata
  - Cyathula prostrata var. pedicellata
  - Cyathula prostrata var. prostrata
  - Cyathula prostrata var. stenophylla
- Cyathula repens
- Cyathula schimperiana
- Cyathula semirosulata
- Cyathula sequax
- Cyathula spathulata
- Cyathula spathulifolia
- Cyathula sphaerocephala
- Cyathula strigosa
- Cyathula tomentosa
- Cyathula triuncinata
  - Cyathula triuncinata var. managuensis
- Cyathula triuncinella
- Cyathula uncinulata
  - Cyathula uncinulata var. ceylanica
  - Cyathula uncinulata var. pleiocephala